# Theobald Ziegler

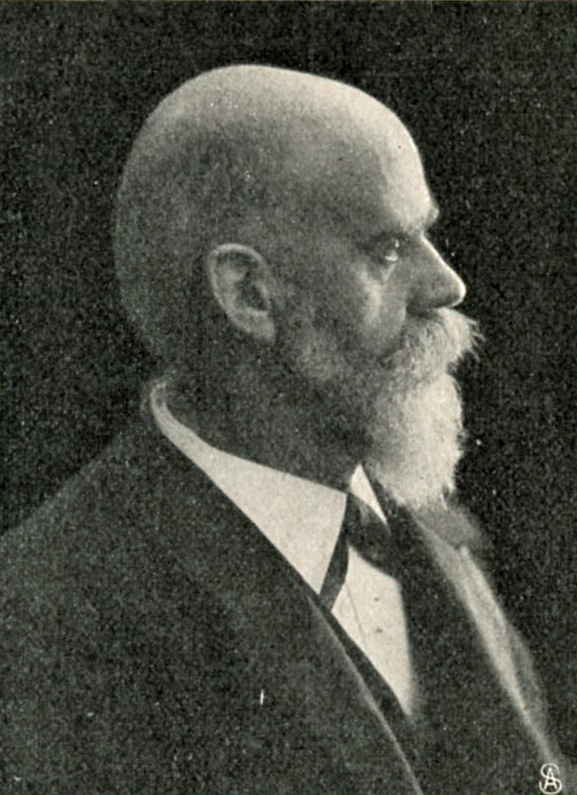
Theobald Ziegler

Theobald Ziegler (* 9. Februar 1846 in Göppingen (Württemberg); † 1. September 1918 Sierentz im Elsass) war ein deutscher Philosoph.

## Leben
Ziegler studierte Theologie und Philosophie an der Universität Wien und am Evangelischen Stift in Tübingen, während des Studiums wurde er Mitglied der Burschenschaft Arminia Wien und der Tübinger Königsgesellschaft Roigel sowie der Studentenverbindung Staufia Tübingen.  Nach dem Studium wurde Ziegler zunächst Repetent am Gymnasium in Heilbronn, in gleicher Stellung unterrichtete er außerdem am Evangelischen Stift in Tübingen. Nach weiteren Gymnasiallehrerjahren in Winterthur und Baden-Baden wurde er 1882 Konrektor des Protestantischen Gymnasiums in Straßburg. 1884 habilitierte er sich für Philosophie, und von 1886 bis 1911 lehrte er als ordentlicher Philosophieprofessor an der Straßburger Universität. Die Straßburger Burschenschaft Arminia ernannte ihn 1911 zu ihrem Ehrenmitglied. Die Jahre des Ruhestands verbrachte er in Frankfurt am Main. Er starb (laut Nachruf von A. Buchenau, s. u.) „in einem Feldlazarett im Elsaß“.
Ziegler repräsentiert mit seinen Werken die Gelehrsamkeit des neunzehnten Jahrhunderts. Zugleich ist er mit dem Buch „Die geistigen und socialen Strömungen des 19. Jahrhunderts“ (1899) zu dessen authentischem Chronisten geworden. Neben seinem historiographischen Werk engagierte er sich im Sinne der zeitgenössischen liberal-demokratischen Bestrebungen in den sozialen und religiösen Tagesfragen.

## Werke
- In Sachen des Straußschen Buches: Der alte und der neue Glaube, Schaffhausen 1874
- Studien und Studienköpfe aus der neuern und neuesten Literaturgeschichte, Schaffhausen 1877
- Republik oder Monarchie? Schweiz oder Deutschland?, Bonn 1877
- Lehrbuch der Logik, Bonn 1876 (Zweite Auflage 1881)
- Geschichte der Ethik. Zwei Bände, Bonn 1881 und Straßburg 1886:
  - Die Ethik der Griechen und Römer, Bonn: Strauss, 1881
  - Geschichte der christlichen Ethik, Strassburg: Trübner, 1886
- Sittliches Sein und sittliches Werden: Grundlinien eines Systems der Ethik, 1890
- Die Fragen der Schulreform, Stuttgart 1891
- Die soziale Frage eine sittliche Frage, Straßburg 1891 (5. Auflage 1895)
- Das Gefühl. Eine psychologische Untersuchung, Stuttgart: Göschen, 1893
- Religion und Religionen, 1893
- Geschichte der Pädagogik, 1895
- Der deutsche Student am Ende des 19. Jahrhunderts, Leipzig 1896 (Unveränderter Neudruck:  Hilden, WJK-Verlag, 2004)
- Die geistigen und socialen Strömungen des neunzehnten Jahrhunderts (Das neunzehnte Jahrhundert in Deutschlands Entwicklung. Band 1), Berlin 1899 (mehrere Auflagen, dazu eine „Volksausgaben“ und diverse Übersetzungen) (Digitalisierte Ausgabe unter: urn:nbn:de:s2w-8701)
- Friedrich Nietzsche. Vorkämpfer des Jahrhunderts, Berlin, Georg Bondi 1900.
- Goethe. Sein Leben und seine Werke. Nach Bielschowskys Tod 1902 führt Ziegler die Goethe-Biografie zu Ende. München 1903
- Schiller, Leipzig 1905
- David Friedrich Strauss, 1908
- Allgemeine Pädagogik. Sechs Vorträge, Leipzig: Teubner, 1914
- Goethes Welt- und Lebensanschauung, Berlin: G. Reimer, 1914
- Menschen und Probleme. Reden, Vorträge und Aufsätze., Berlin: G. Reimer, 1914
- Der Krieg als Erzieher, Frankfurt a. M.: Knauer, 1914
- Geschichte des Parlamentarismus in Deutschland. In: Handbuch der Politik, Berlin und Leipzig 1914
- Hochschulfragen im allgemeinen In: Handbuch der Politik, Berlin und Leipzig 1914
- Theobald Ziegler / Gottlob Egelhaaf: Zwei Schwabenreden zur gegenwärtigen Lage, Stuttgart: Krabbe, 1917
- Victor Michels, Theobald Ziegler (Hrsg.): Thomas Morus Utopia. Weidmannsche Buchhandlung, Berlin 1895. Online

## Ehrungen
In Frankfurt am Main sind eine Grundschule und die sie umgebende Straße nach Theobald Ziegler benannt, und nach dieser Straße die sie bedienenden Stationen von U-Bahn und Bus.